# Кидаш ме
Кидаш ме је назив дуетске песме Милице Павловић и Аце Лукаса који је објављен 11. јуна 2018. године за Гранд Продукцију. Сарадња ова два извођача је подигла велику прашину, изазвала бројне спекулације и месецима је интригирала српску јавност.

## О синглу
Дуетска песма Кидаш ме десила се на велико изненађење публике јер су Милица и Аца комплетан пројекат држали у великој тајности до само неколико дана пред премијерно представљање спота. Милица је имала велику подршку свог старијег колеге још док је била учесница и такмичар у музичком такмичењу Звезде Гранда. Лукас је последњих година увек Милицу наводио као највећу звезду које је изнедрило поменуто такмичење, па је са задовољством прихватио њену понуду да сниме дуетску песму. 

## Кидаш ме
Дуетску песму Кидаш ме је компоновао познати грчки композитор Фивос, који је због овог дуета боравио неколико дана у Београду, како би урадио продукцију њихових вокала. Милица је за потребе ове нумере као текстописца ангажовала Љиљу Јорговановић, која је написала интригантан текст о несрећној љубавној вези.

## Љубав нас је спојила
Милица и Аца су пројекат урадили у тајности, па публика није могла да претпостави да су већ снимили песму и спот када се појавила њихова заједничка фотографија на насловној страни магазина "Стори" и то уз интригантан наслов "Љубав нас је спојила".  Иако су њих двоје одмах у старту објаснили да је реч о пријатељској љубави ова сарадња је изазвала бројне спекулације о томе да су њих двоје заиста заједно. Од момента објављивања песме Милица и Аца су у више емисија гостовали заједно, а интересовање публике и медија је било толико да су их папараци пратили у стопу неколико месеци. 

## Контроверзни спот
Песму Кидаш ме је пратио и високобуџетни видео спот који је режирала продуцентска кућа "НН Медиа". У споту за песму Милица је тајни агент који добија задатак да ликвидира Лукаса, па га шпијунира и прати, али се у тој игри заљубљује у њега. Спот је инспирисан филмом "Господин и госпођа Смит", а интригантни крај спота је публици дао прилику да сами процене и закључе шта се то заправо десило између њих двоје. 

## Афера "Бритни Спирс"
Месец дана након што су Милица и Аца представили спот за песму Кидаш ме светски популарна звезда Бритни Спирс је представила видео промо клип за свој нови парфем. Ова кампања је подигла велику прашину у Србији јер су домаћи медији приметили сличност њене кампање са кадровима из спота који је објављен знатно раније, па се Спирсова нашла на мети оптужби да је прекопирала Милицу. 

## Телевизијска премијера
Милица је узданица Гранд Продукције, а како је Аца те године још увек био члан музичког такмичења Звезде Гранда само два дана након премијере спота песма је имала и своју телевизијску премијеру управо у финалу овог такмичења. Њих двоје су за потребе ове премијере имали и ефектан сценски наступ, који је замишљен као игра опасне љубави и страсти у ласерима. 

## Успех песме
Песма Кидаш ме је у првих 24 часа забележила милион прегледа на сајту Јутјуб и у рекордном року постала велики хит у свим бившим републикама Југославије, а неколико месеци касније спот и наступ броје више од 20 милиона прегледа. 